# Aurélien Tchouaméni
Aurélien Djani Tchouaméni (* 27. Januar 2000 in Rouen) ist ein französischer Fußballspieler. Er steht seit Juli 2022 bei Real Madrid unter Vertrag. Tchouaméni ist französischer Nationalspieler.

## Karriere

### Vereinsmannschaft
Der im nordfranzösischen Rouen geborene Tchouaméni ist kamerunischer Abstammung. Mit 11 Jahren wechselte er vom Amateurverein SJ Artigues zum Erstligisten Girondins Bordeaux, wo er am 10. November 2017 seinen ersten professionellen Vertrag unterzeichnete. Sein Debüt in der ersten Mannschaft gab er in der 2. Runde der Qualifikation zur UEFA Europa League 2018/19 am 26. Juli 2018 beim 1:0-Auswärtssieg gegen den lettischen Verein FK Ventspils. Sein erstes Tor gelang ihm in der 3. Qualifikationsrunde beim 3:1-Auswärtssieg gegen den FK Mariupol. Sein Ligadebüt gab er drei Tage später bei der 0:2-Heimniederlage gegen Racing Straßburg. In der Saison 2018/19 kam er auf 10 Ligaeinsätze.
Am 29. Januar 2020 wechselte Aurélien Tchouaméni für eine Ablösesumme in Höhe von 18 Millionen Euro zum Ligakonkurrenten AS Monaco, wo er einen 4-1/2-Jahres-Vertrag unterzeichnete. Sein Debüt bestritt er am 1. Februar (22. Spieltag) bei der 1:3-Auswärtsniederlage gegen Olympique Nîmes, als er in der 72. Spielminute für Youssouf Fofana eingewechselt wurde. In dieser Saison 2019/20 bestritt er für beide Vereine insgesamt 18 Ligaspiele.
Zur Saison 2022/23 wechselte Tchouaméni in die spanische Primera División zu Real Madrid. Er unterschrieb beim amtierenden spanischen Meister und Champions-League-Sieger einen Vertrag bis zum 30. Juni 2028. Laut Medienberichten betrug die Ablöse 80 Millionen Euro und kann sich durch Bonuszahlungen auf 100 Millionen Euro erhöhen. Damit wäre der 22-Jährige einer der teuersten Transfers der Fußballgeschichte.

### Nationalmannschaft
Aurélien Tchouaméni repräsentierte sein Heimatland Frankreich bisher in sämtlichen Junioren-Nationalmannschaften, beginnend mit der U16. Seit September 2019 ist er französischer U20-Nationalspieler. Zwei Jahre darauf debütierte er unter Nationaltrainer Didier Deschamps auch für Frankreichs A-Elf.

## Titel

### Verein
International
- Champions-League-Sieger: 2024
- Klub-Weltmeister: 2022
- Interkontinental-Pokalsieger: 2024
- UEFA-Super-Cup-Sieger (2): 2022, 2024

Spanien
- Meister: 2024
- Pokalsieger: 2023
- Supercupsieger: 2024

### Nationalmannschaft
- UEFA-Nations-League-Sieger: 2021